# Laski Wielkie (gromada)
Laski Wielkie – dawna gromada, czyli najmniejsza jednostka podziału terytorialnego Polskiej Rzeczypospolitej Ludowej w latach 1954–1972.
Gromady, z gromadzkimi radami narodowymi (GRN) jako organami władzy najniższego stopnia na wsi, funkcjonowały od reformy reorganizującej administrację wiejską przeprowadzonej jesienią 1954 do momentu ich zniesienia z dniem 1 stycznia 1973, tym samym wypierając organizację gminną w latach 1954–1972.
Gromadę Laski Wielkie z siedzibą GRN w Laskach Wielkich utworzono – jako jedną z 8759 gromad na obszarze Polski – w powiecie żnińskim w woj. bydgoskim, na mocy uchwały nr 24/19 WRN w Bydgoszczy z dnia 5 października 1954. W skład jednostki weszły obszary dotychczasowych gromad Chomiąża Szlachecka, Laski Wielkie, Nowawieś, Obudno, Piastowo i Pniewy ze zniesionej gminy Gąsawa w tymże powiecie. Dla gromady ustalono 21 członków gromadzkiej rady narodowej.
31 grudnia 1961 do gromady Laski Wielkie włączono wsie Annowo i Wiktorowo ze znoszonej gromady Jadowniki w tymże powiecie.
Gromadę zniesiono 1 stycznia 1972, a jej obszar włączono do gromad Gąsawa (sołectwa Chomiąża Szlachecka, Laski Wielkie, Nowawieś, Obudno, Pniewy i Rozalinowo) i Żnin-Wschód (sołectwo Annowo) w tymże powiecie.